# Макаревский, Александр Иванович
Алекса́ндр Ива́нович Макаре́вский (3 [16] апреля 1904, село Мушковичи, Смоленская губерния — 11 мая 1979, Москва) — советский учёный в области прочности и аэроупругости летательных аппаратов, Герой Социалистического Труда (1957), академик АН СССР (1968), заслуженный деятель науки и техники РСФСР (1964), доктор технических наук (1943), лауреат Ленинской (1957) и Сталинской (1943) премий.

## Биография
Родился 3 [16] апреля 1904 года в селе Мушковичи ныне Ярцевского района Смоленской области в семье дьяка местной церкви. Детство провёл в Смоленске, где окончил среднюю школу.
В Красной Армии с 1919 года. Участник советско-польской войны: в 1919—1920 — вестовой в штабе 16-й армии (Западный фронт). В конце 1920 года демобилизован из армии и направлен на рабфак при Смоленском политехническом институте.
После окончания рабфака поступил на механический факультет Московского высшего технического училища. В 1929 году окончил МВТУ, защитил диплом по ветродвигателю и получил специальность «инженер-механик по самолётостроению». С 1927 года, ещё обучаясь в училище, начал работать в Центральном аэрогидродинамическом институте (ЦАГИ). В первые годы своей научной деятельности работал в области ветродвигателей. В 1935 году, из-за сокращения лаборатории ветродвигателей, перешёл в лабораторию, занимающуюся проблемами прочности самолётов.
Именно в этой области авиационной науки А. И. Макаревский достиг мирового признания. Свыше тридцати лет он руководил исследованиями ЦАГИ в области прочности. Под его руководством по существу сформировались основные разделы науки о прочности самолётов: статическая прочность, нормы прочности, оценка долговечности конструкций или ресурса, аэроупругость. Будучи учёным широкого профиля, внёс личный вклад во все эти разделы.
Уже первые его исследования, посвящённые вопросам изучения допустимых общих деформаций конструкции самолётов (1935—1936 годы) и выбору расчётных условий прочности для неманёвренных самолётов (1938 год), послужили основой соответствующих регламентов, включённых впервые в Нормы прочности 1937 года. Экспериментальные и теоретические работы А. И. Макаревского этого периода были посвящены вопросам исследования особенностей нагружения крыла и оперения истребителя в полёте (1940 год), изучению нагружения крыла при полёте в неспокойном воздухе (1941 год) и вопросам исследования влияния параметров самолётов (в частности, запаса устойчивости самолёта) на возможную перегрузку в криволинейном полёте (1940—1943 годы). Все эти работы нашли отражение в Нормах прочности этого периода. С августа 1941 года руководил лабораторией прочности ЦАГИ.
В марте 1943 года был удостоен Сталинской премии 2-й степени в области науки за научный труд «Руководство для конструкторов», опубликованный в 1940—1942 годах и в который вошли результаты его работ по уточнению норм прочности. Эти уточнения носили принципиальный характер и превратили нормы в стройную обоснованную систему расчётных случаев. Была введена классификация самолётов, система использования опытных данных, широко применялись материалы по уточнению аэродинамических нагрузок и анализ динамики самолёта.
В годы Великой Отечественной войны принимал активное участие в исследованиях по обеспечению прочности и живучести серийных боевых самолётов. Многие самолёты (Пе-2, Ил-2, истребители семейств Як и Ла) прошли испытания на прочность и доводку конструкций по прочности, вибрациям и ресурсу в лаборатории ЦАГИ. В 1944—1947 годах А. И. Макаревский провёл ряд исследований, направленных на выявление особенностей нагружения конструкции самолётов при полётах до больших значений чисел Маха. Эти работы явились основой для внесения существенных дополнений в Нормы прочности самолётов 1947 года и более поздние их издания.
В 1950—1960 — начальник Центрального аэрогидродинамического института. Участвовал в разработке проблем температурной прочности, а также в решении задач обеспечения безопасности самолётов-носителей (Ту-16, Ту-95 и 3М) при взрывах атомных, а затем и водородных бомб. За участие в создании первого отечественного реактивного пассажирского самолёта Ту-104 и разработку методологии определения безопасного ресурса таких самолётов был удостоен Ленинской премии.
В 1960—1970 — первый заместитель начальника ЦАГИ по прочности. По его инициативе в 1963 году единственная существовавшая тогда в институте лаборатория прочности была преобразована в комплекс лабораторий: лабораторию статической прочности, лабораторию норм и аэроупругости и лабораторию ресурса конструкции. Внёс большой вклад в формирование экспериментальной базы по прочности. Под его руководством были созданы ресурсная лаборатория, корпус лаборатории аэроупругости, лаборатория тепловой прочности и другие объекты. С 1970 года — научный руководитель ЦАГИ по проблемам прочности авиационных конструкций.
Вошёл в Первоначальный состав Национального комитета СССР по теоретической и прикладной механике (1956).
Многие годы А. И. Макаревский активно готовил кадры авиационных прочнистов, преподавая в МВТУ, а затем будучи с 1952 года профессором и заведующим кафедрой прочности в Московском физико-техническом институте.
Жил в Москве. Умер 11 мая 1979 года. Похоронен на Быковском кладбище в городе Жуковском Московской области.

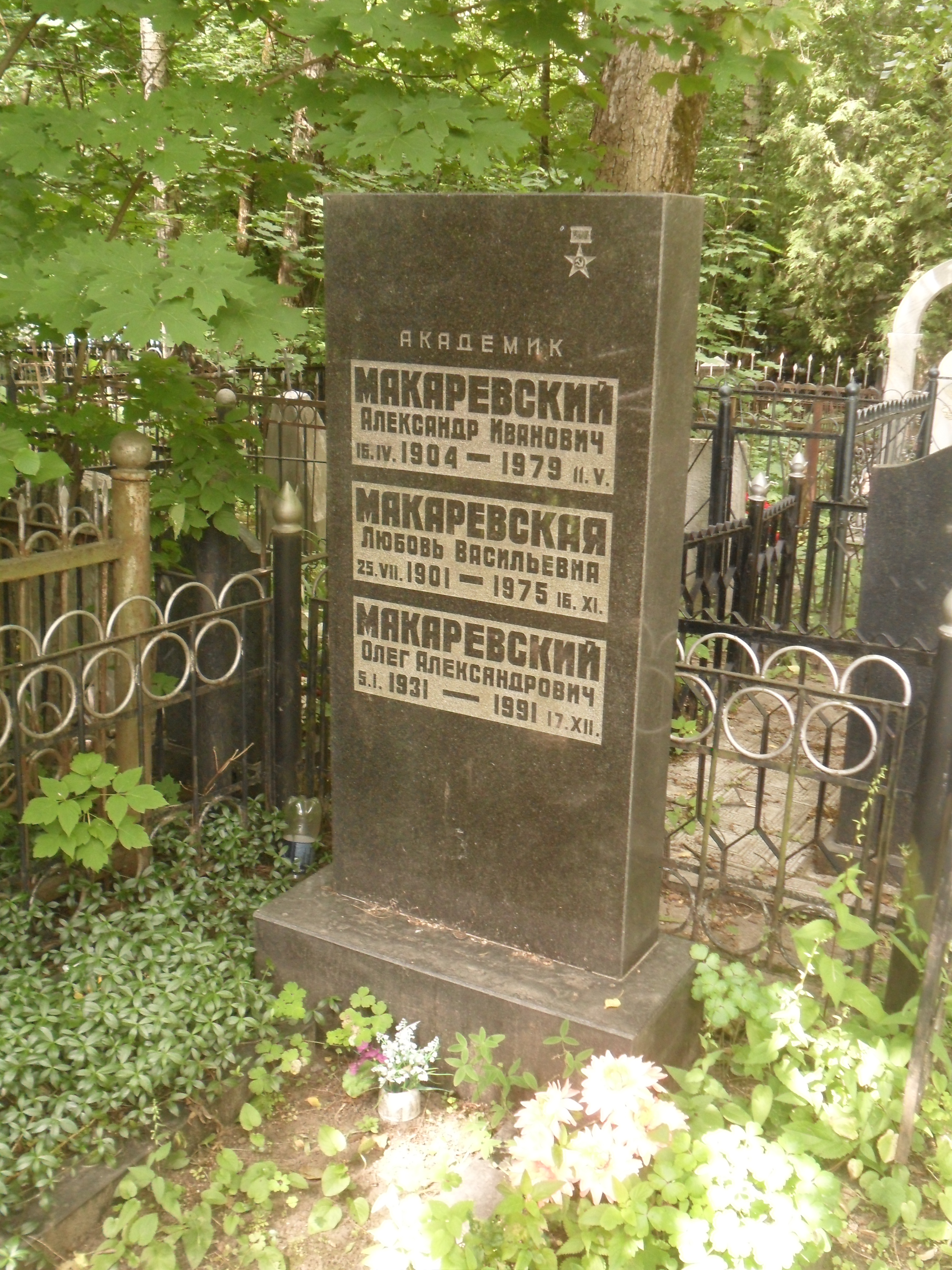
Могила А. И. Макаревского на Быковском кладбище Жуковского.

## Память
Его именем названа улица в Жуковском.

## Звания
- академик Академии наук СССР (1968)
- заслуженный деятель науки и техники РСФСР (1964)
- доктор технических наук (1943)

## Награды и премии
- Герой Социалистического Труда (12 июля 1957) — за большой вклад в создание отечественной авиационной науки
- Орден Ленина (12 июля 1957) — за большой вклад в создание отечественной авиационной науки
- Орден Ленина (16 сентября 1945)
- Орден Ленина (1943)
- орден Октябрьской Революции (2 апреля 1974)
- 3 ордена Трудового Красного Знамени (8 декабря 1951; 4 января 1954; 14 апреля 1954)
- медали
- Ленинская премия (1957)
- Сталинская премия II степени (22 марта 1943) — за научный труд: «Руководство для конструкторов», опубликованный в 1940, 1941 и 1942 годах
- Лауреат премии Н. Е. Жуковского с золотой медалью (1971)

## Сочинения
- Вопросы прочности самолёта при больших скоростях. М., 1947;
- Основные положения для определения прочности самолёта при его полёте в неспокойном воздухе. М., 1954;
- Наука прочности самолёта и её современные проблемы. М., 1957;
- Теоретические и экспериментальные основы норм прочности самолётов (с соавторами). М., 1960;
- Прочность самолётов. М., 1961;
- Проблемы прочности. М., 1962;
- О некоторых особенностях расчётных условий прочности сверхзвукового пассажирского самолёта (с соавторами). М., 1966;
- Прочность самолёта. Методы нормирования расчётных условий прочности (с соавторами). М., 1975;
- Основы прочности и аэроупругости летательных аппаратов (с В. М. Чижовым). М., 1982.